# Dar-Si-Said-Museum

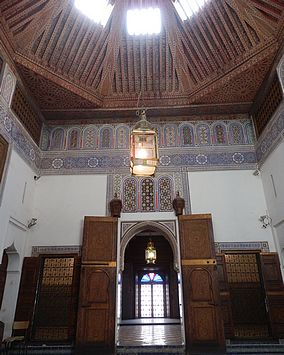
Empfangssaal des Dar-Si-Said-Museums

Das Dar-Si-Said-Museum (arabisch متحف دار السي سعيد, DMG Matḥaf Dār as-Sī Saʿīd) in der marokkanischen Königsstadt Marrakesch ist eines der bedeutendsten Museen des Landes. Es widmet sich vorrangig den kunsthandwerklichen Erzeugnissen der Berberkultur von den Bergen des Anti-Atlas und des Hohen Atlas bis hin zur Oasenregion des Tafilalet.

## Lage
Das äußerlich unscheinbare Dar-Si-Said-Museum befindet sich etwa 500 m südöstlich des Djemaa-el-Fna-Platzes bzw. nur etwa 200 m nördlich des Bahia-Palastes im Gassengewirr des südlichen Teils der Medina von Marrakesch.

## Geschichte
Das im späten 19. Jahrhundert errichtete Palais gehörte Si Saïd Ben Moussa, dem Kriegsminister des Sultans Abd al-Aziz und jüngerem Bruder des damaligen Großwesirs Bou Ahmed. Nach seinem Tod im Jahr 1900 wurde es anderweitig genutzt; erst während der französischen Protektoratszeit im Jahr 1932 wurde der Bau in ein Museum umgewandelt, welches nach Renovierungsarbeiten in den Jahren 1978/80 sein heutiges Aussehen erhielt.

## Architektur
Der zweigeschossige Bau besteht aus mehreren – teils gartenartigen – Innenhöfen mit umliegenden Räumlichkeiten, die im Erdgeschoss allesamt repräsentativen Charakter (Kachelmosaike, Artesonado-Decken etc.) haben. Die eigentlichen Wohnräume im Obergeschoss (heute ebenfalls zum Museum gehörig) sind deutlich zurückhaltender ausgestattet.

## Museum
Die Exponate stammen zum größten Teil aus dem Kulturbereich der Berber – Holzarbeiten finden sich ebenso wie Schmuck, Waffen, Keramik, Textilien, Teppiche, Musikinstrumente etc. Aus der arabisch beeinflussten Kunst Andalusiens stammt ein steinernes Brunnenbecken aus der Zeit um 1000, das allerdings jahrhundertelang in der Medersa Ben Youssef aufgestellt war. Seine Längsseite ist reich mit arabesken Motiven geschmückt, wohingegen sich an der Schmalseite zwei Adler befinden, die ansonsten in der bilderfeindlichen Kunst der islamischen Welt kaum zu finden sind. Ebenfalls zu erwähnen sind mehrere nur ca. 1,40 m hohe Holztüren aus den Speicherburgen der Berber des westlichen Anti-Atlas, deren geometrische Ornamentik (Rauten, Dreiecke etc.) ursprünglich wahrscheinlich unheilabwehrenden (apotropäischen) Charakter hatte. Ähnliche Ornamente sind auch auf den ausgestellten Schmuckstücken und Textilien zu finden.

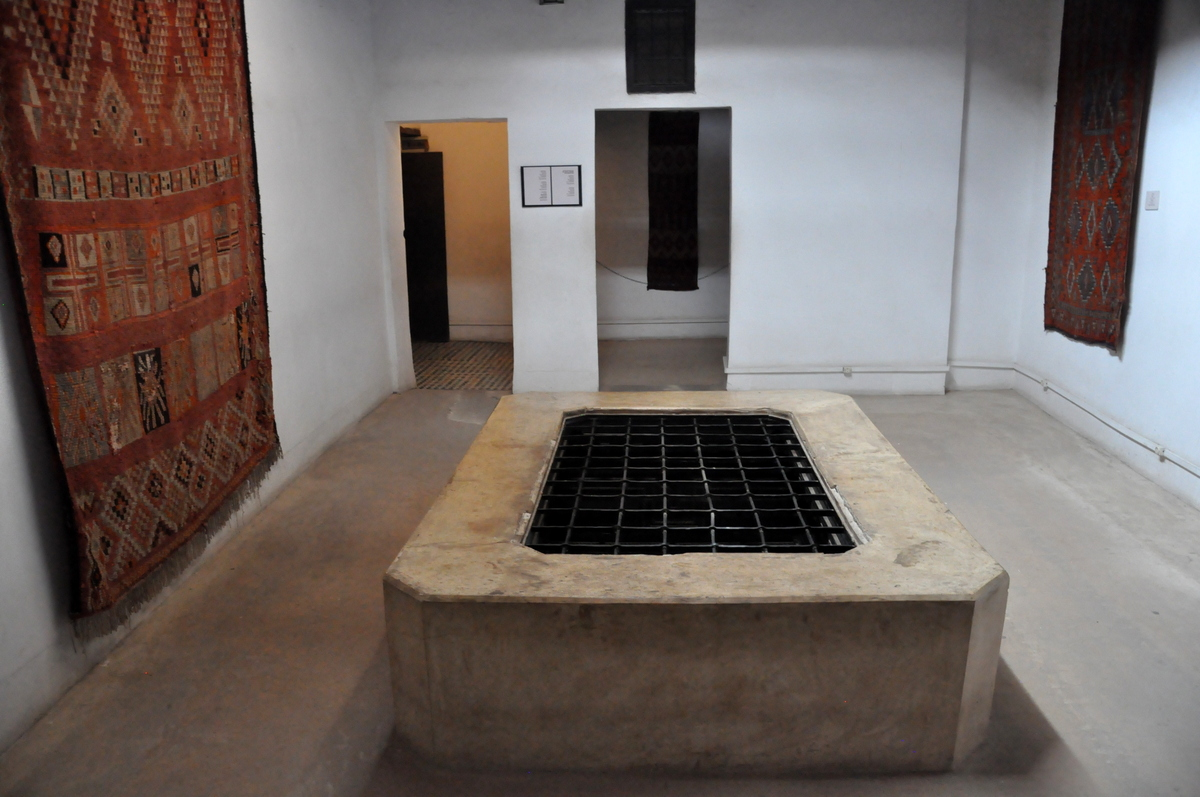
Innenhof mit Zisterne und Berberteppichen
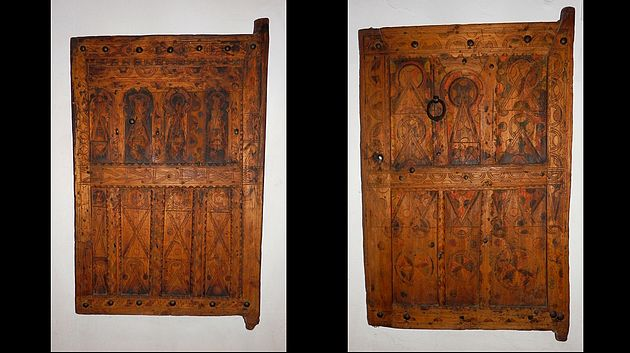
Agadir-Türen
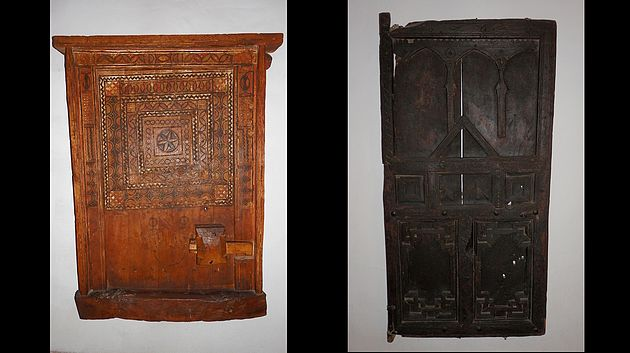
Agadir-Türen
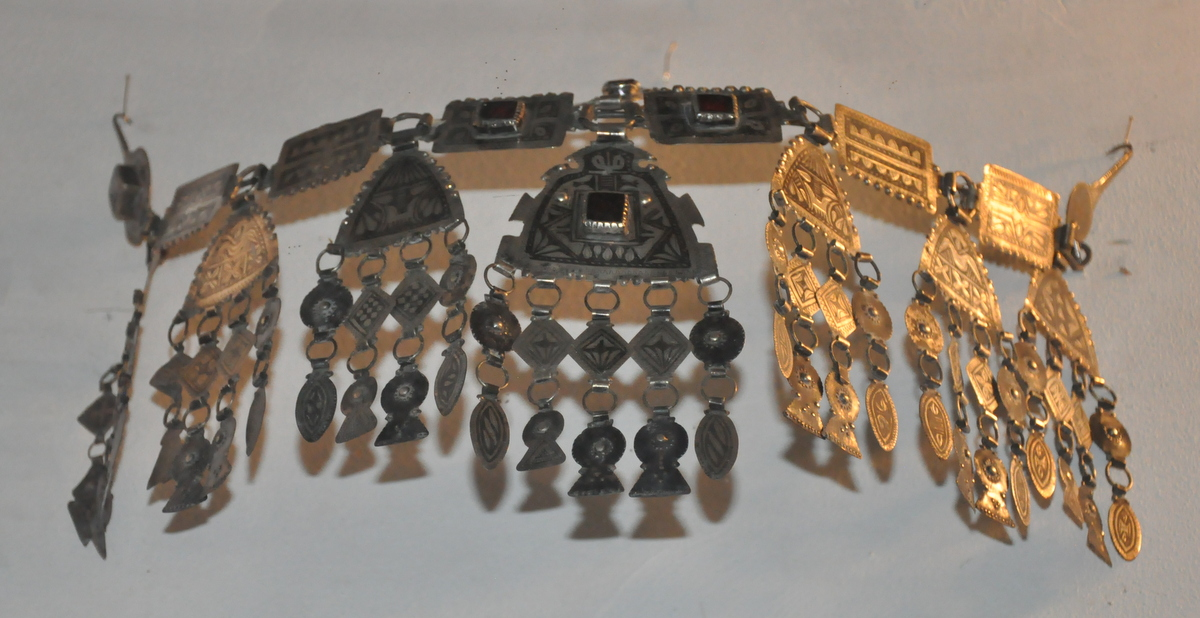
Berberschmuck
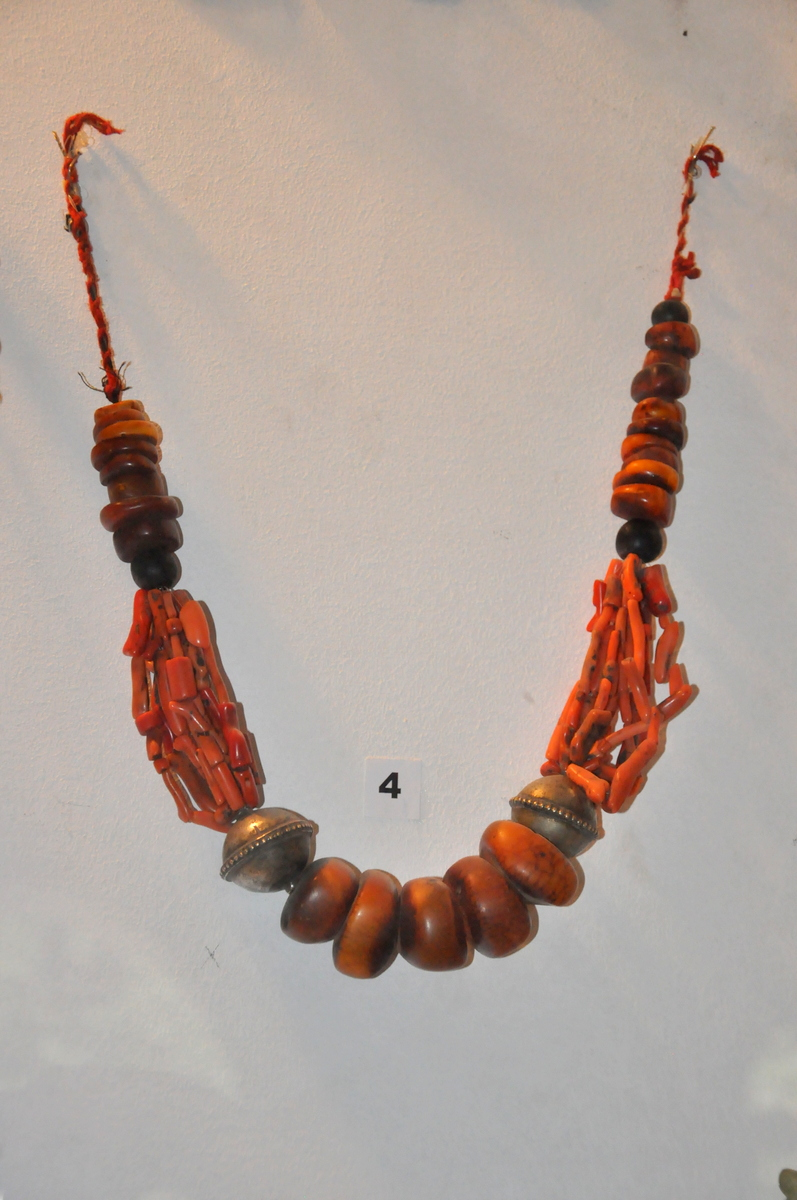
Berberschmuck
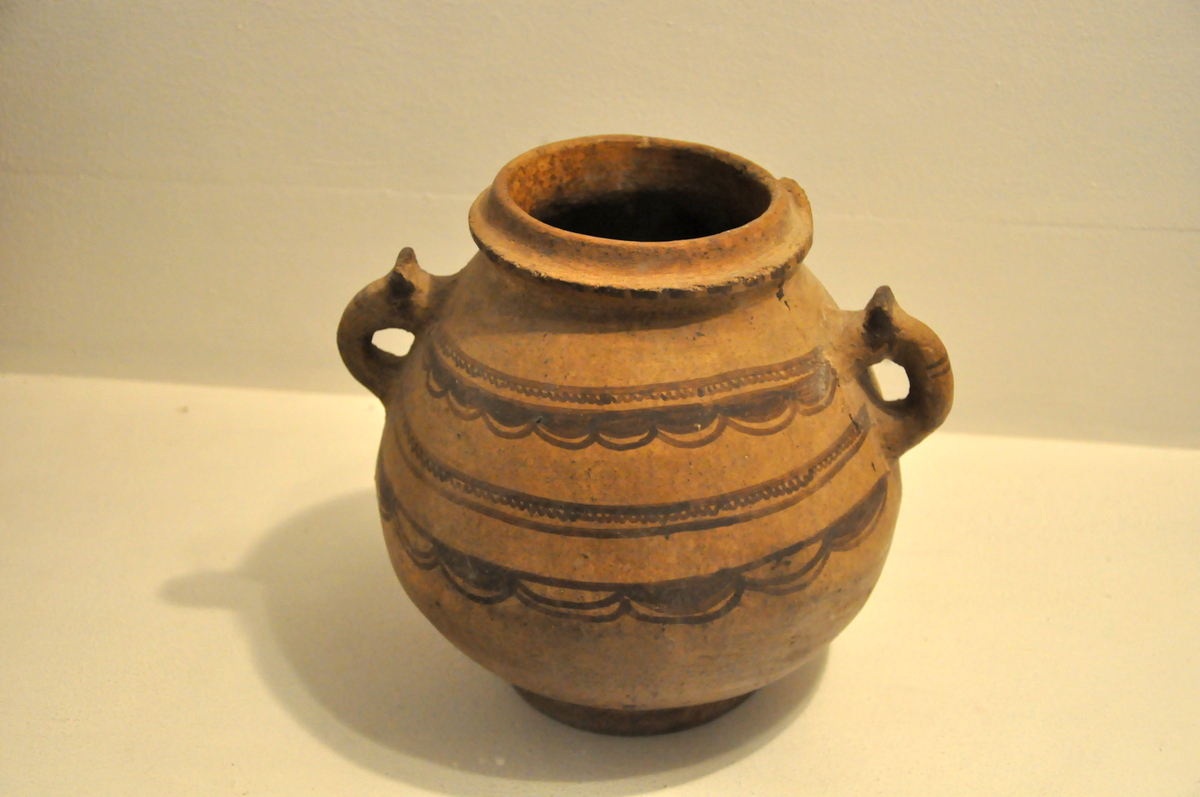
Berberkeramik